# Hasibe Erkoç
Hasibe Erkoç – turecka bokserka wagi piórkowej, mistrzyni świata (2006) oraz dwukrotna mistrzyni Europy w kategorii muszej (2001, 2006).
Na mistrzostwach Europy łącznie startowała pięć razy (2001, 2003, 2004, 2005, 2006). Najlepszy rezultat osiągnęła w roku 2001 oraz 2006, zdobywając złote medale. Podczas finału w 2001 roku, Erkoç pokonała na punkty (14:10) reprezentantkę Niemiec Dagmarę Koch a podczas finału w roku 2006 pokonała na punkty Rosjankę Wiktorię Ustaczenko. W roku 2003 i 2005 zdobywała srebrne medale mistrzostw Europy oraz jeden brązowy w roku 2004.
W listopadzie 2006 roku zdobyła jedyny medal mistrzostw świata w swojej karierze. W walce o złoto w kategorii muszej pokonała reprezentantkę Chin Li Siyuan.